# Palawanpåfuglefasan
Palawanpåfuglefasan (latin: Polyplectron napoleonis eller Polyplectron emphanum) er en fasanfugl, der lever på øen Palawan i Filippinerne.